# Hertsbergestraat
De Hertsbergestraat is een straat in Brugge. Ze loopt van de Peerdenstraat naar de Meestraat. Een korte straat, genaamd Kleine Hertsbergestraat, loopt loodrecht van de Hertsbergestraat naar de Hoogstraat.

## Geschiedenis
De abdij van Cysoing bij Rijsel, die behoorde tot de reguliere orde van de augustijnen, stichtte nog voor 1149 een proosdij op het Bulskampveld in Hertsberge bij Oostkamp waar ze de naam van de heilige Arnoldus en de heilige Gertrudis aan gaven.
De Sint-Martinusabdij van Doornik bezat een vluchthuis in het Klein Peerdestraetkin in Brugge en verkocht het in 1503 aan de abdij van Cysoing, die het ter beschikking stelde van zijn religieuzen in Hertsberge. Ze noemden hun huis in de stad 'Hertsberge' en die naam ging over op de straat.

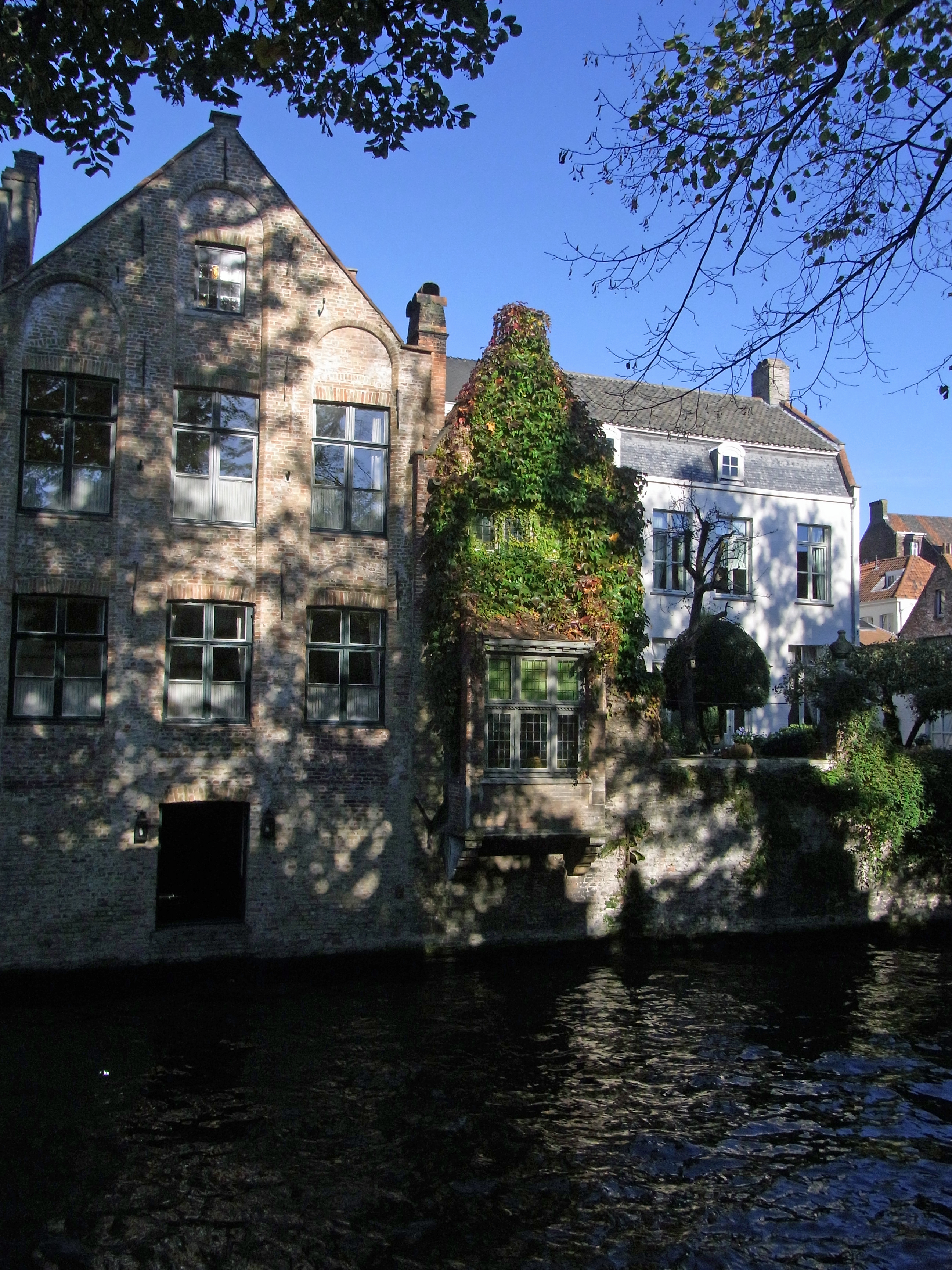
De huizen in de Hertsbergestraat geven aan de achterzijde uit op de Groenerei